# Kai Khusrau de Kartli
Kai Khusrau (Kaikhushru Khan), nascut l'1 de gener del 1674, era el fill gran de Levan de Kartli i de Thouta i va ser rei de Kartli del 1709 al 1711. enllaç a Darugha (Prefecte) d'Esfahan del 1700 al 1709, Naib Divanbegi (ajudant del senyor cap de Justícia) de Pèrsia 1703 a 1709, i Divanbegi (senyor cap de Justícia) el 1709. Succeí al seu pare el 1709 però mai va ser coronat, i va regnar absent alhora que exercia com a Sipahsalar a l'exèrcit persa de l'Afganistan. Es va casar amb Kethavan (Ekaterina Igorievna († 1730). Va morir en combat contra els ghalzai a Kandahar el 27 de setembre de 1711.